# Longitarsus exsoletus
Longitarsus exsoletus is een keversoort uit de familie bladkevers (Chrysomelidae). De wetenschappelijke naam van de soort werd in 1758 gepubliceerd door Linnaeus.